# Műszaki Könyvkiadó
A Műszaki Könyvkiadó hazánk egyik legnagyobb kiadóvállalata. Profiljuk mára jelentősen bővült: megtartva a nagy múltú, széles körben ismert és elismert tankönyv- és szakkönyvkiadást, a közismereti tankönyvek piacának is egyik legfontosabb szereplője.

## Története
A Műszaki Kiadó hazánk egyik vezető tankönyvkiadója, az 1955-ös alapítása óta gondozott közel 9000 szak- és tankönyvvel a tankönyvpiac – főként a szakképzési és matematikai tankönyvpiac – állandó meghatározó szereplője.
A kiadó életében a 90-es évek jelentős változásokat hoztak: 1993-ban a dolgozók privatizálták a céget, majd tőlük vásárolta meg a részvénytársaság 100%-os tulajdonát 1995-ben a holland Wolters Kluwer, a világ egyik legnagyobb tankönyv- és üzleti kiadója. A vállalat 1998-ban megvette a Calibra Kiadót is, amelyet beolvasztott a Műszaki Kiadóba. 2007-ben a Wolters Kluwer oktatási részlege Infinitas Learning néven önállósodott, a kiadó így a szintén holland cégcsoport részeként folytatta tevékenységét.
A nemzetközi tulajdonosi háttér ellenére a kiadó hazai fejlesztésű, magyar szerzőkkel és közreműködőkkel készülő korszerű tankönyveket és oktatást segítő kiadványokat jelentetett meg nagy számban. A kiadó interaktív tananyagai és online könyvei miatt a digitális tananyagpiac fontos szereplőjévé vált, a legnagyobb hazai online pedagógusközösséget, az eTanárikart is működteti, továbbá rendszeresen szervez szakmai képzéseket és rendezvényeket.
Az 1995-ben alapított kiadó általános iskolai, szakképző iskolai, gimnáziumi, illetve nemzetiségi oktatás részére, valamint enyhe értelmi fogyatékos tanulóknak is készít és forgalmaz tankönyveket, segédkönyveket, tanulást, tanítást segítő kiadványokat.
A Kiadó a Képzőművészeti Kiadó, majd 2014-ben a Tankönyvmester Kiadó megvásárlásával tovább erősödött, így a szakmai tankönyvek piacának egyik – ha nem a – legjelentősebb szereplőjévé vált.
2013 november közepén egy száz százalékban magyar tulajdonú családi vállalkozás, a Konsept-H Könyvkiadó Kft. vásárolta meg a Műszaki Könyvkiadót. A két kiadó 2014. december 31-én összeolvadt, a jogutód Műszaki Könyvkiadó Kft. néven folytatja tevékenységét.

## Igazgatók
- 2014– : Simon István: ügyvezető igazgató

## Díjak
- 1999 Budai Díj – az oktatást-nevelést legjobban segítő műért
- 2000 Szép Magyar Könyv 2000 Verseny – Díj a tankönyvek kategóriájában
- 2000 Print Papír Kft. Különdíja
- 2000 A Nemzeti Kulturális Örökség Minisztériumának Fitz József-díja
- 2002 Szép Magyar Könyv 2001 Verseny különdíj
- 2002 Budai CD Díj – az oktatást-nevelést legjobban segítő CD-ROM műért
- 2005 Szép Magyar Könyv 2004 Verseny – Oklevél